# 신림면 (고창군)
신림면(新林面)은 대한민국 전북특별자치도 고창군의 면이다.

## 개요
신림면은 동부는 노령산맥과 연결된 산간지대이며 서부는 평야지대로 전·답 위주의 전형적인 농촌지역이다. 신림면의 관광 자원으로는 조선시대 효자 '오준'에게 하늘이 감동하여 만들어 준 효를 상징하는 샘물인 '효감천(孝感泉)'이 있다. 400여㏊의 대규모 저수지로 청정해역에서만 자라는 빙어가 풍부하여 1년 365일 낚시관광객이 끊이지 않는 신림저수지, 신선들이 목욕을 하고 하늘로 올라갔다는 전설을 품고 있는 용추폭포가 있다.

## 행정 구역

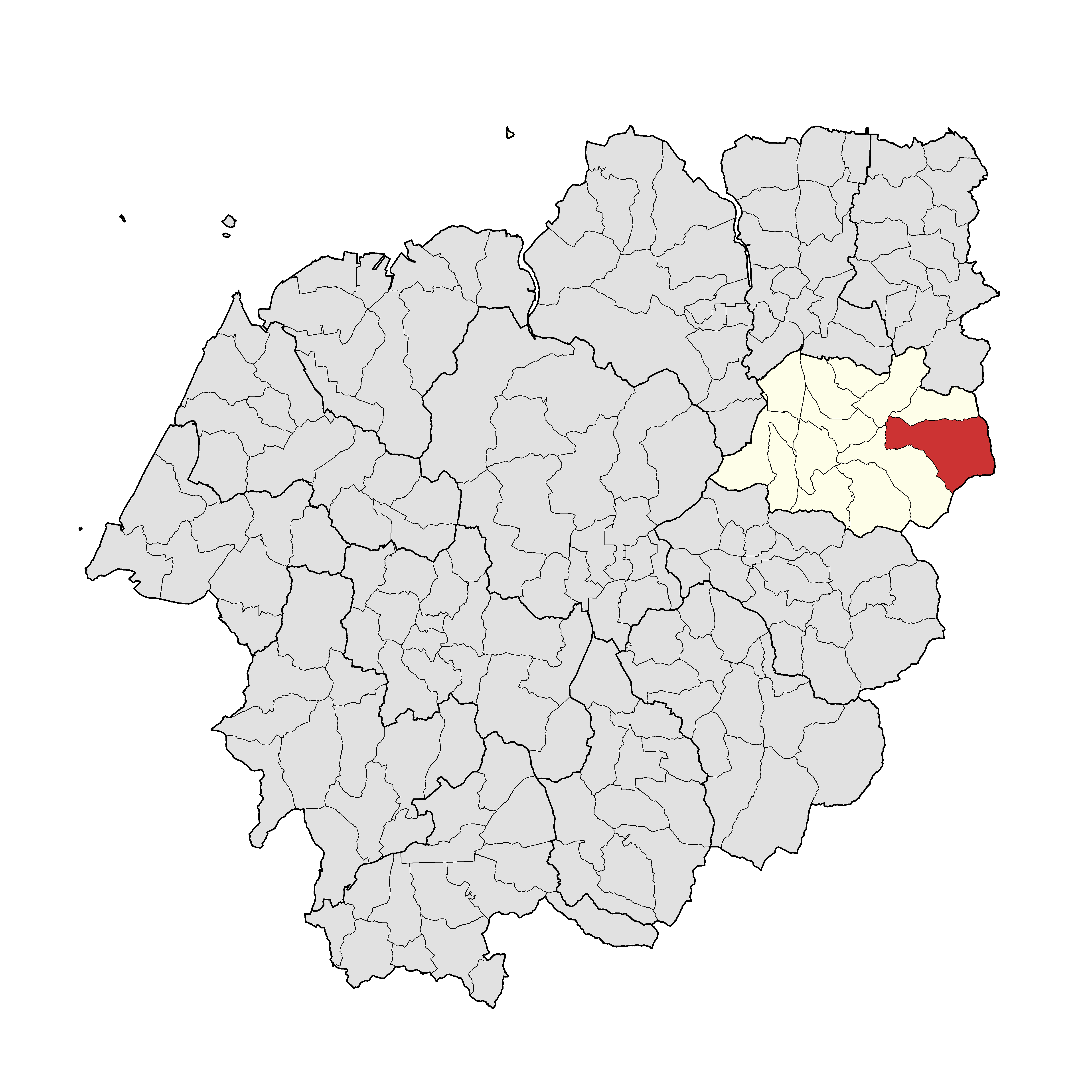
가평리
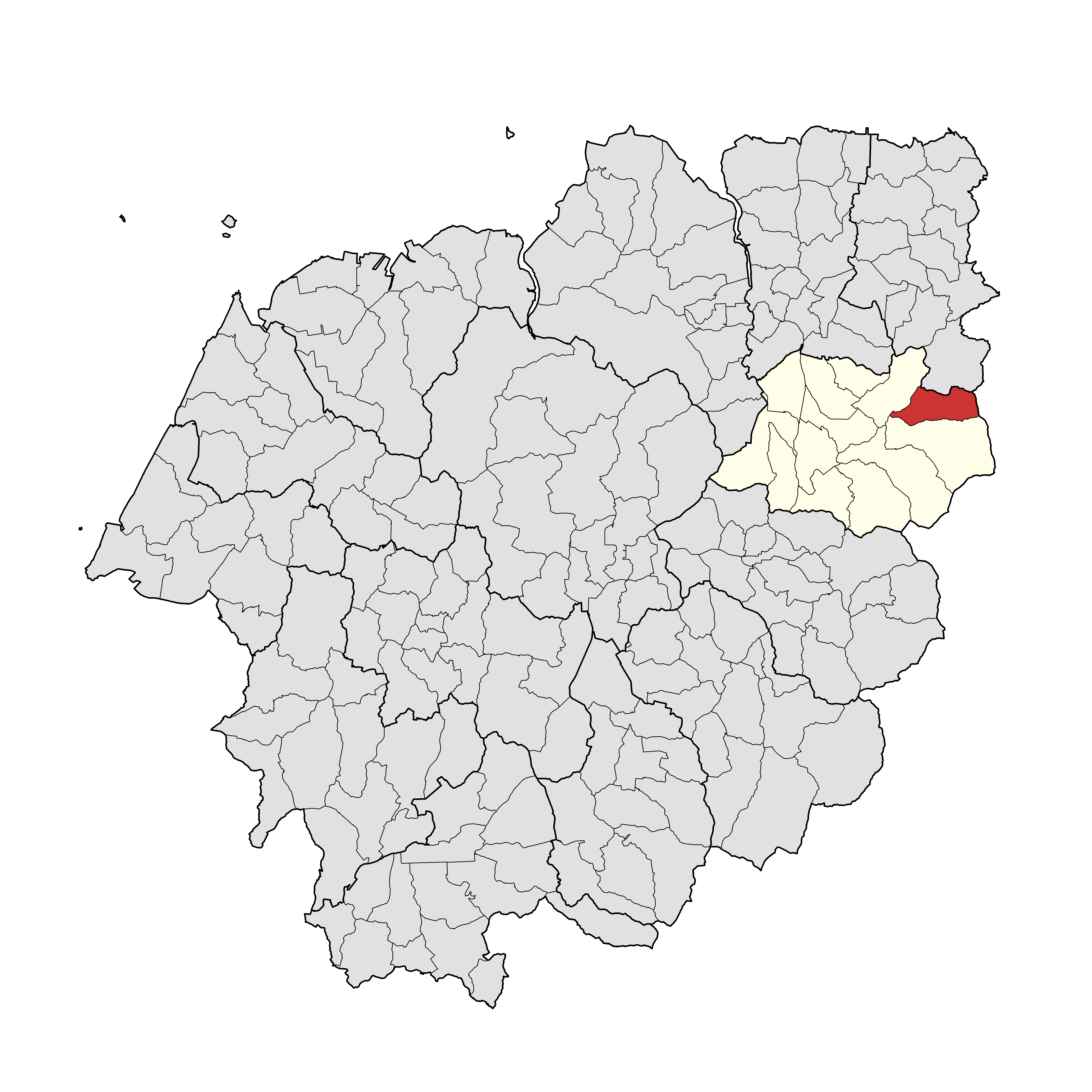
덕화리
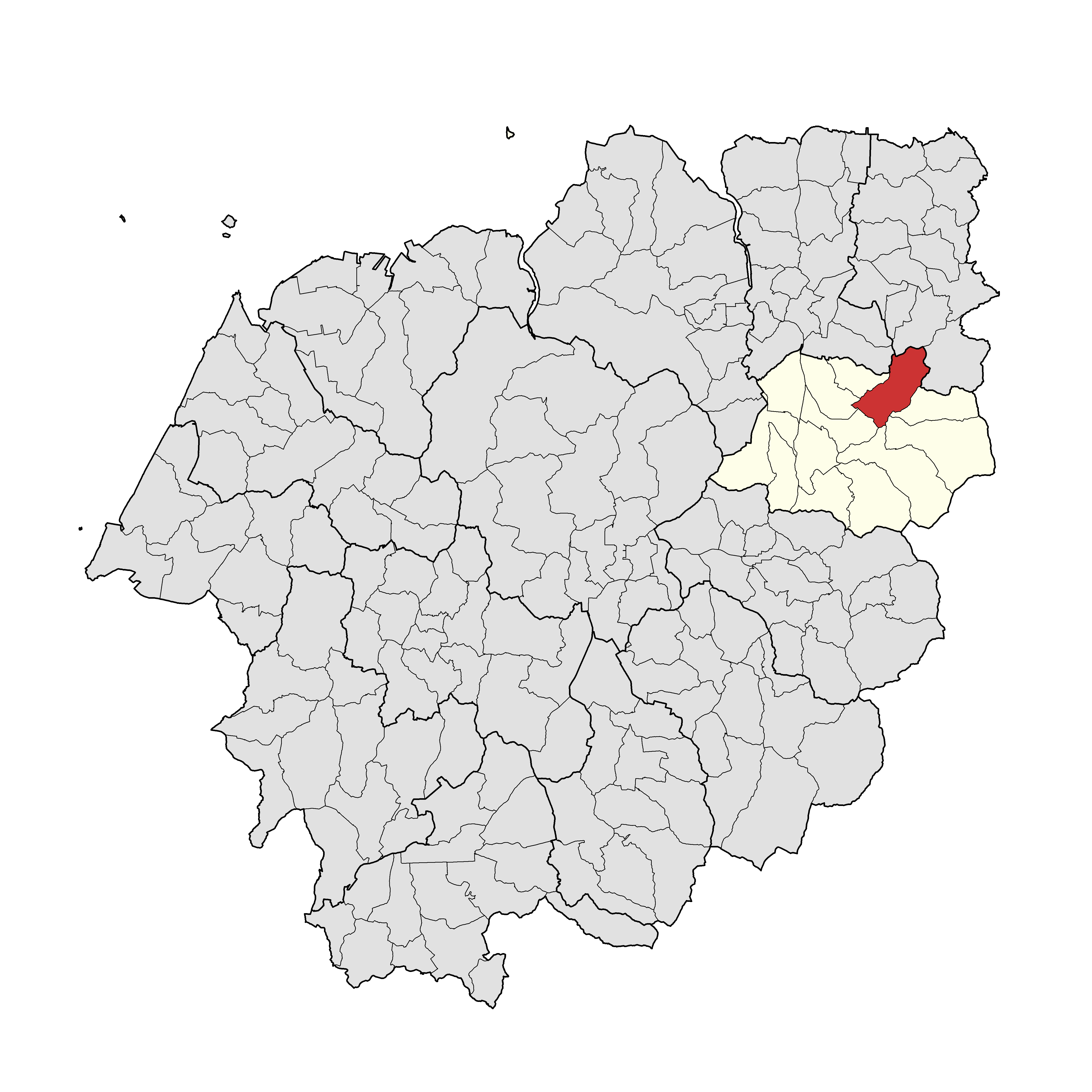
도림리
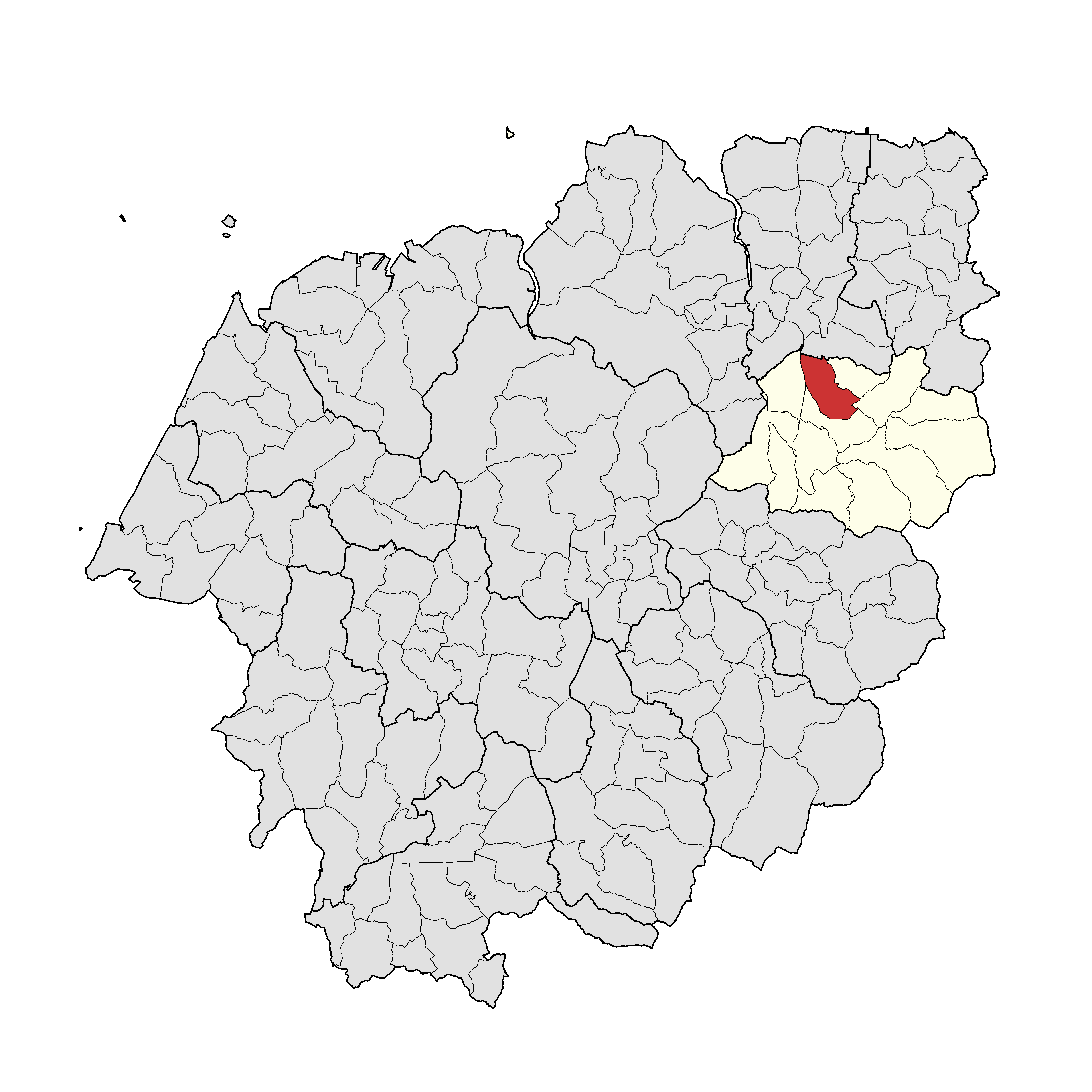
무림리
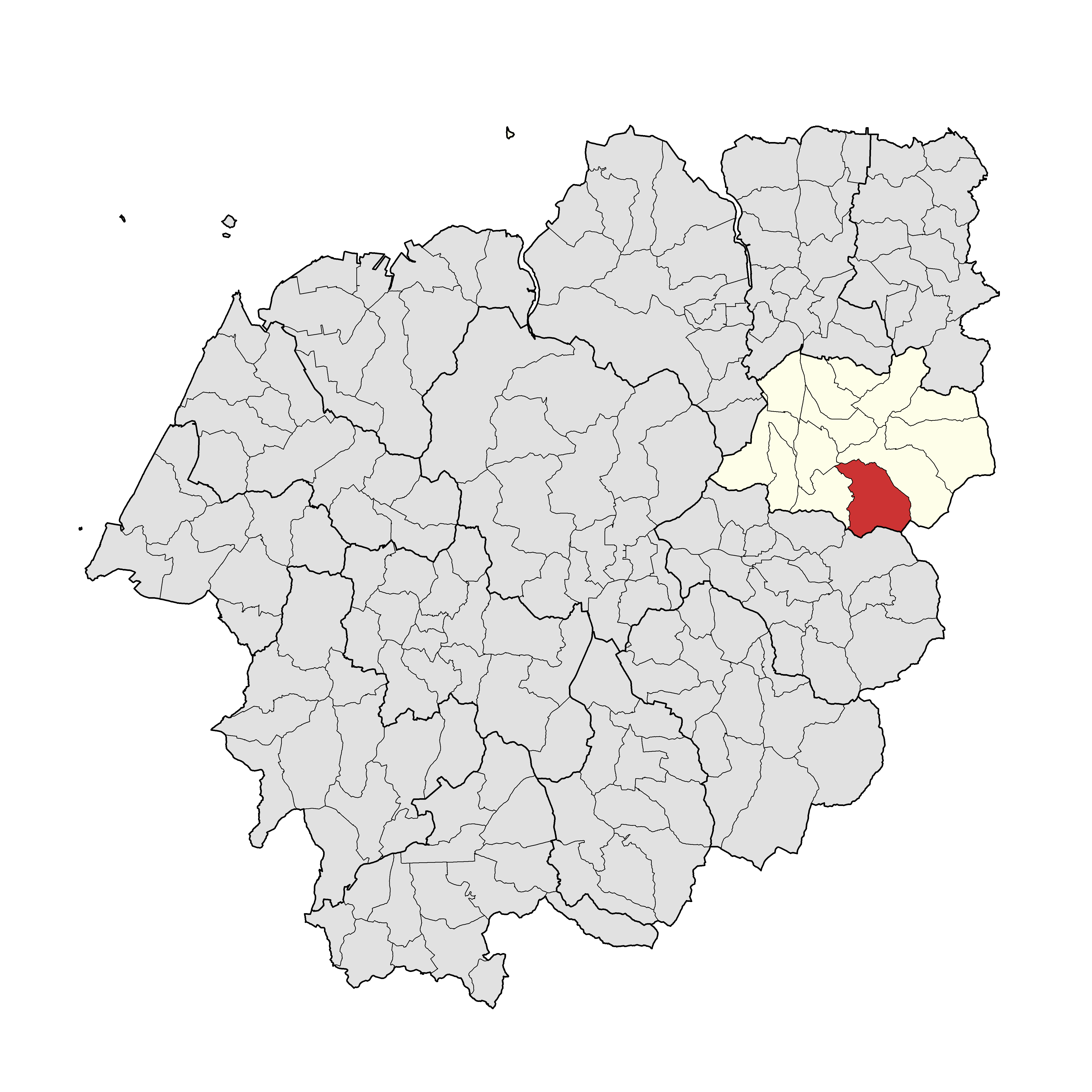
반룡리
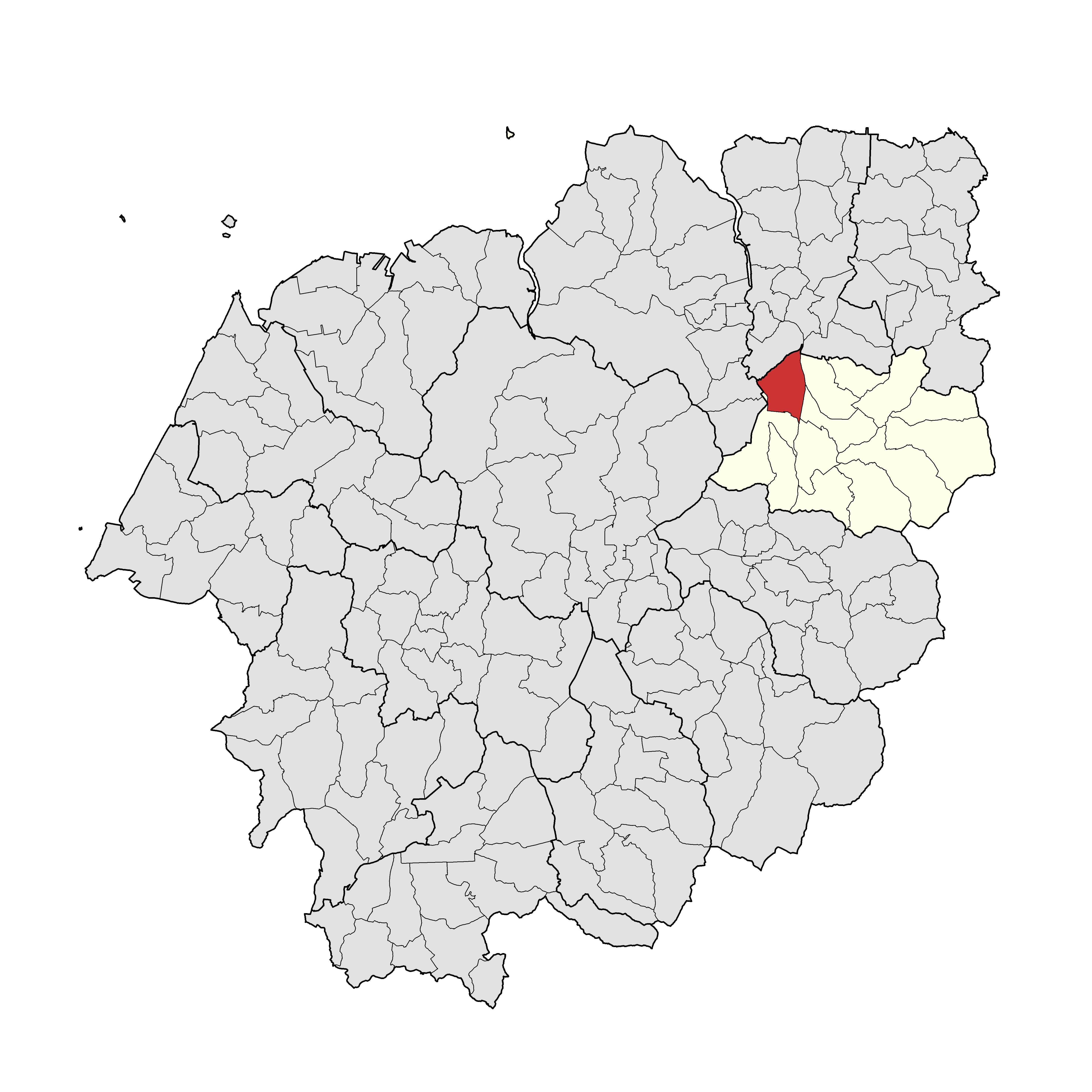
법지리
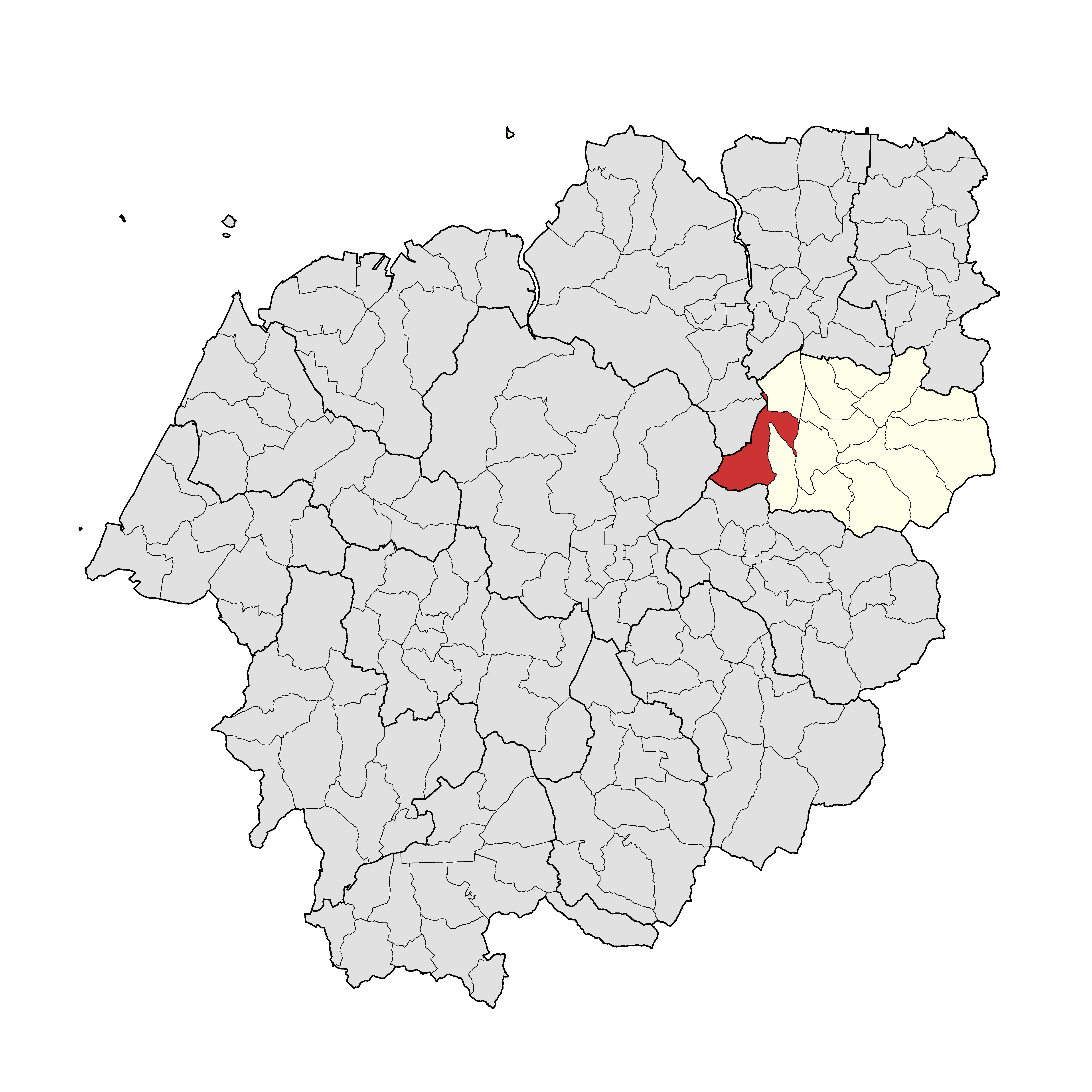
벽송리
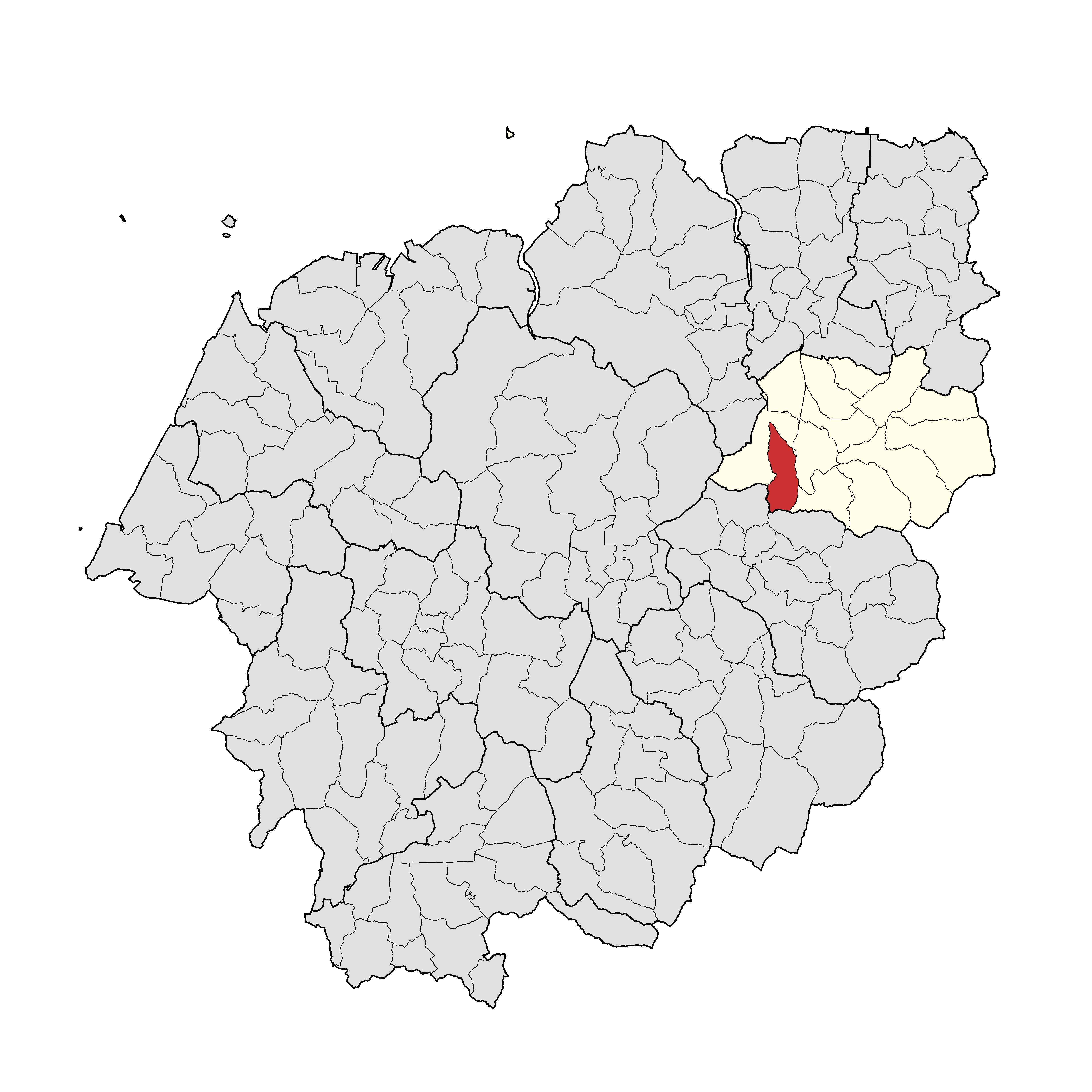
부송리
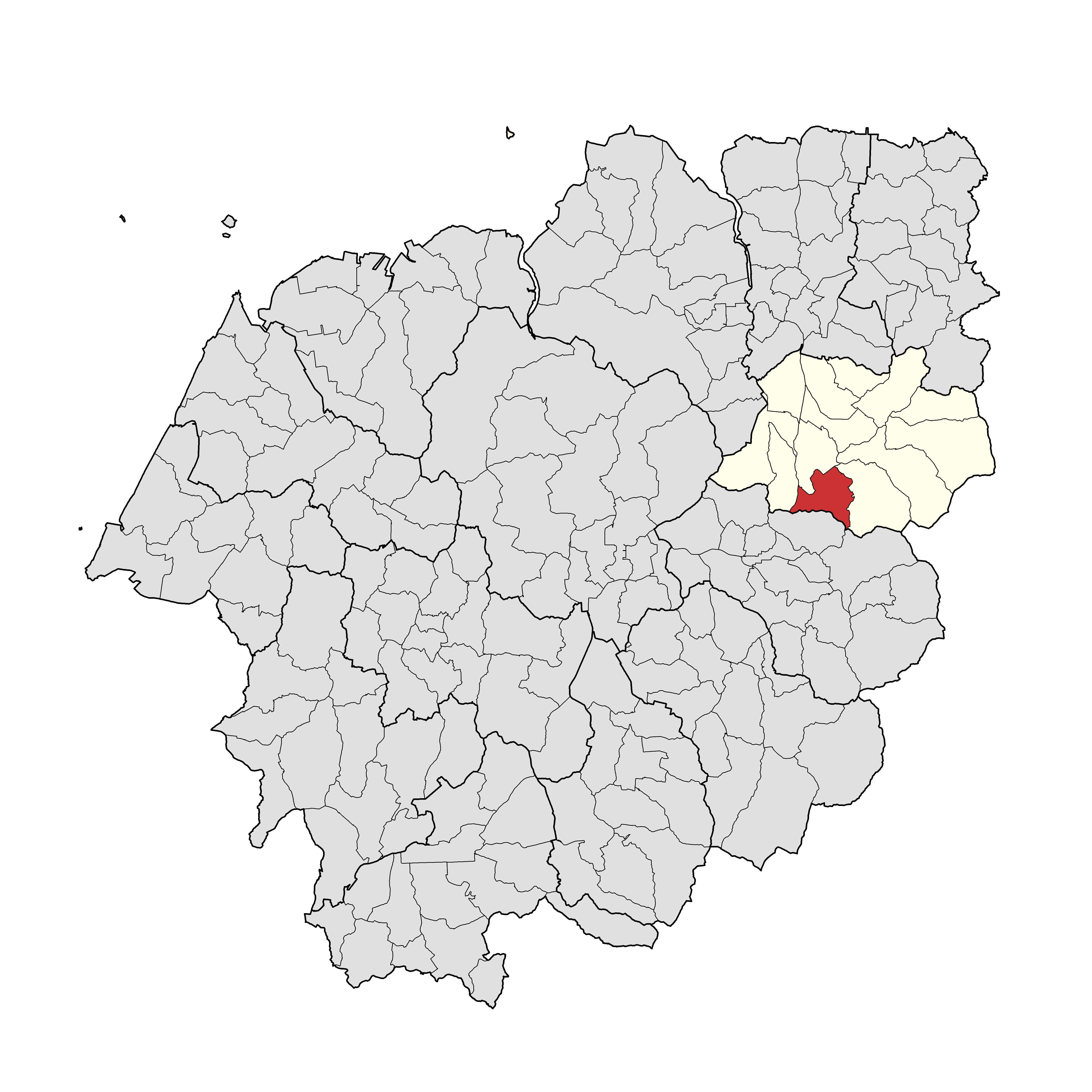
세곡리
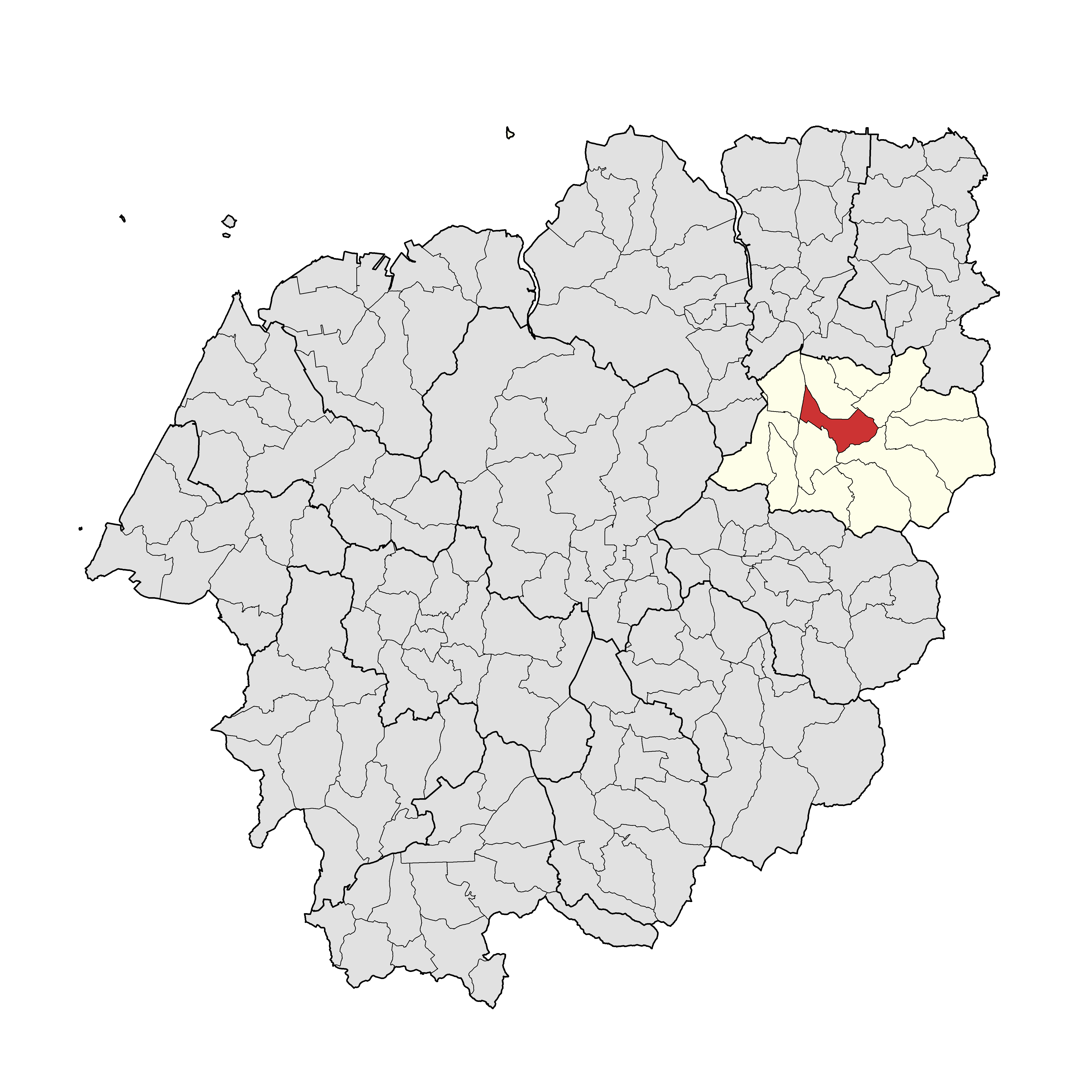
송용리
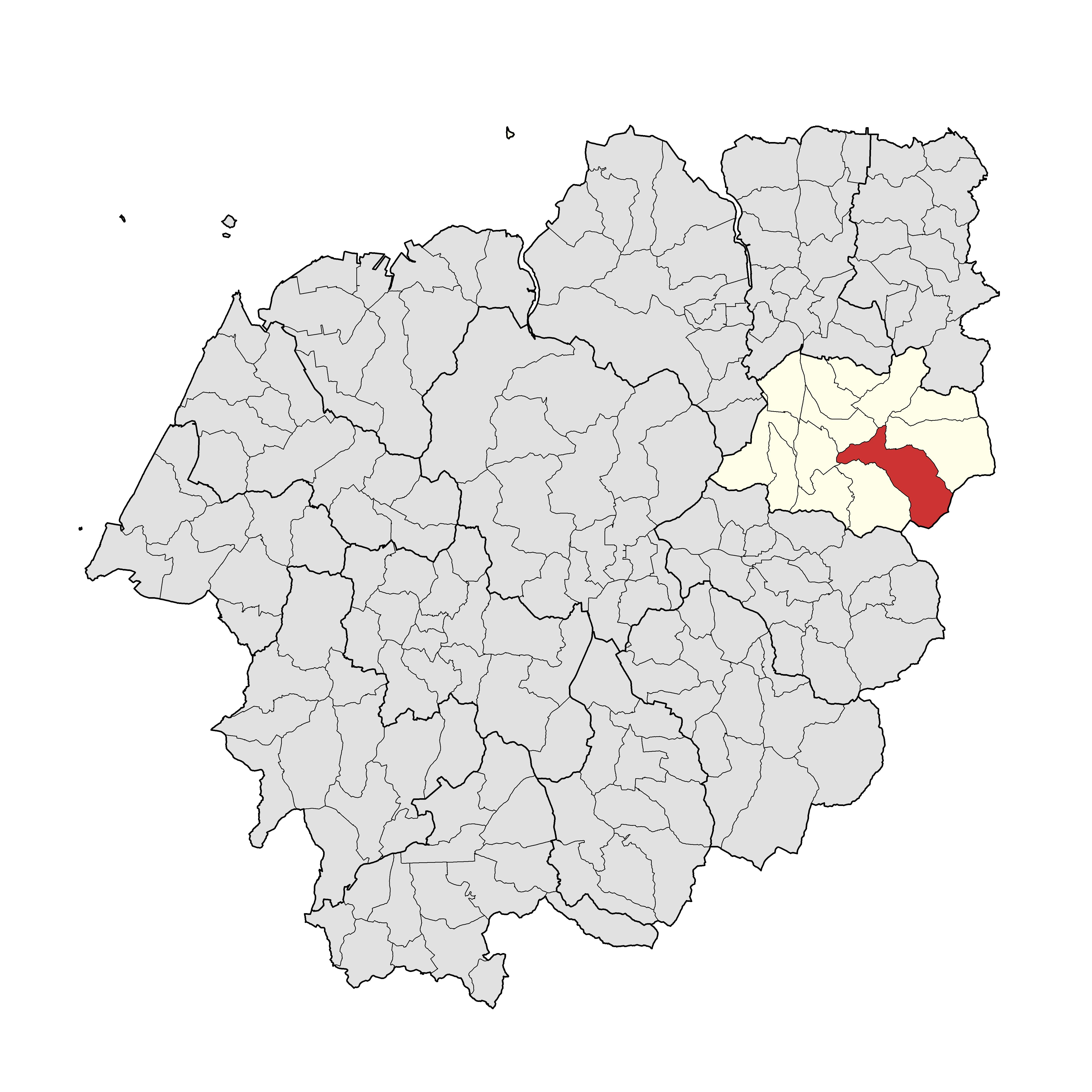
신평리
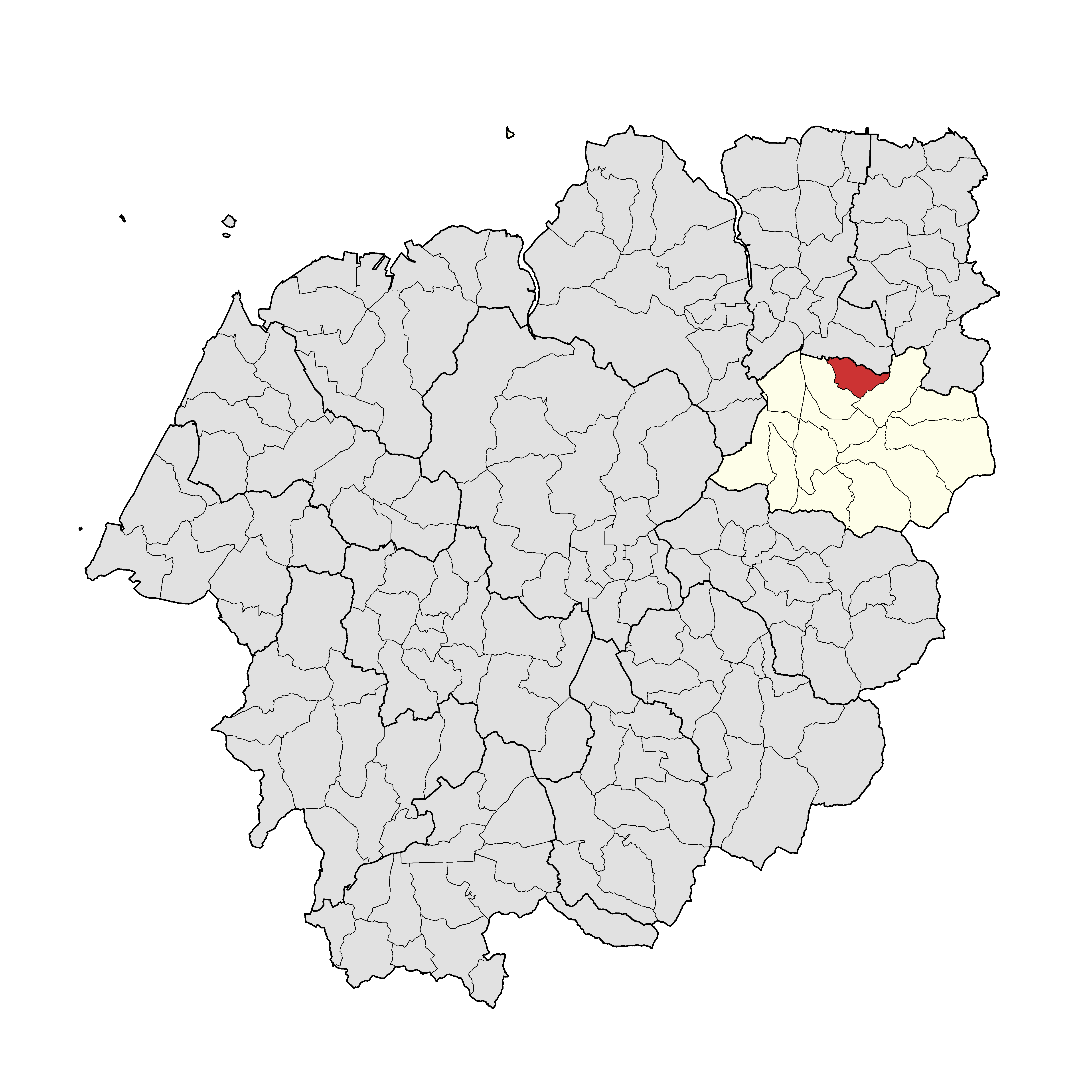
외화리
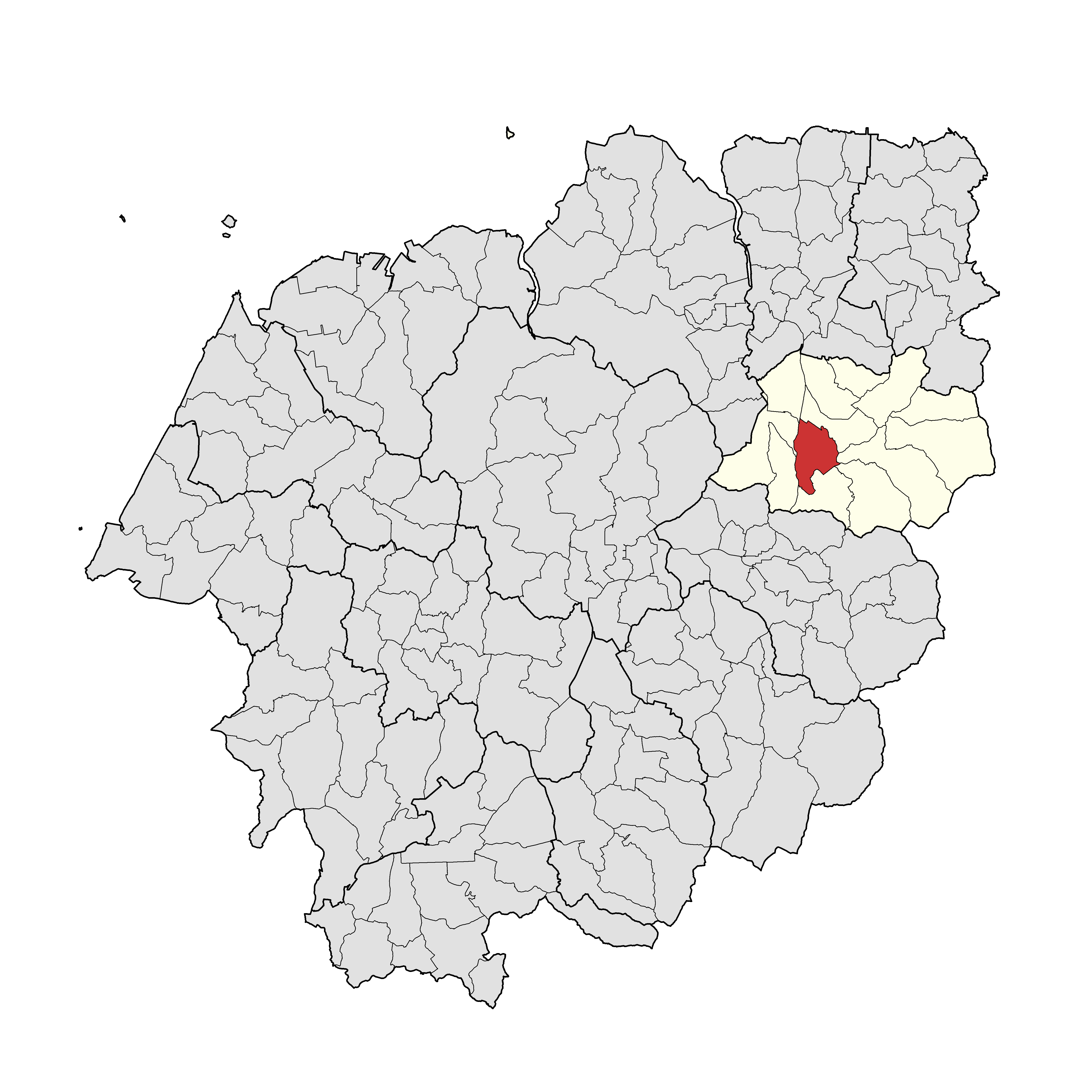
자포리